# Sabancı
Hacı Ömer Sabancı Holding A.Ş., in het kort Sabancı, is het grootste bedrijf van Turkije na Koç Holding.
Het agglomeraat bestaat uit 68 bedrijven die elk in hun sector de marktleider zijn. Het bedrijf neemt deel in markten als energie, textiel, voeding, auto’s, plastic, cement, tabak, papier, hotels en banksector.
Sabancı is actief in 18 verschillende landen verspreid over drie continenten, waaronder joint ventures met grote merken zoals Toyota, Mitsubishi, Verbund, Bridgestone, HeidelbergCement, Carrefour, Dia, Hilton, International Paper en Philip Morris. 52.000 personeelsleden werken voor de Sabancı Holding. Dankzij zijn grote kennis en ervaring bezit het bedrijf een sterk imago in de wereld.
De familie Sabancı bezit 78% van de bedrijven, de rest wordt verhandeld op de Istanbul Stock Exchange. De Sabancı Holding behaalde in 2007 een verkoopcijfer van 19 miljard dollar met een winstmarge van meer dan 2 miljard dollar, een groei van 23% ondanks de hoge inflatie.

## Sociale en culturele diensten

### Sabancı Universiteit
De Sabancı Universiteit is een privéschool die in 1994 in Istanboel werd opgericht. Het is een innovatief instituut dat als doel heeft jongeren zo competitief mogelijk te maken. Hierbij gaat de aandacht vooral naar een sterke kennis van technologie en wetenschappen.
De campus is verspreid over een oppervlakte van 1 353 000 m² en ligt 40 km van het centrum van Istanboel verwijderd. Dicht bij onderzoekscentra, industriebedrijven en allerlei organisaties biedt deze campus onderdak aan verschillende faciliteiten voor Onderzoek en Ontwikkeling.

### Sakip Sabancı Museum
Het Sakip Sabancı Museum is een privaat museum in Emirgan, een van de oudste wijken rond de Bosporus. Het museum bevat een belangrijke collectie van Ottomaanse kalligrafie en schilderijen van beroemde kunstenaars. Het kreeg onlangs veel attentie dankzij wereldberoemde schilderijen van Pablo Picasso en de beeldhouwwerken van Auguste Rodin. In 2012 was er een grote Rembrandt-tentoonstelling in het kader van de viering van 400 jaar Turks-Nederlandse betrekkingen.

### Sabancı weeshuis
De familie Sabancı heeft sinds de oprichting van de holding veel steun geleverd aan goede doelen in Turkije. Daarom werd in 1974 door Haci Omer Sabanci een organisatie opgericht met de naam Sabancı Vakfi. De organisatie omvat verschillende gespecialiseerde scholen voor o.a gehandicapten, weeshuizen, sportcomplexen, crèches, theaters, cinema's en bibliotheken verspreid over bijna heel Turkije. Sabancı Holding heeft een bepaalde filosofie om mensen die het moeilijk hebben te helpen. Armoedebestrijding en hulp voor invaliden spelen hierbij de grootste rol.